# 3C 66A
3C 66B는 안드로메다자리에 위치한 전파 은하이다. 3C 66A와 상호 작용을 하며, 둘은 약 3,000 광년 정도 떨어져 있다. 페르세우스자리-물고기자리 초은하단의 하위 은하단인 에이벨 347의 중심 은하이기도 하다.

## 갤러리

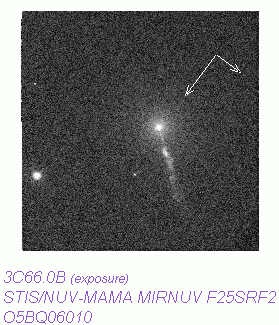
Hubble Near-UV 로 촬영한 3C 66A의 모습이다.
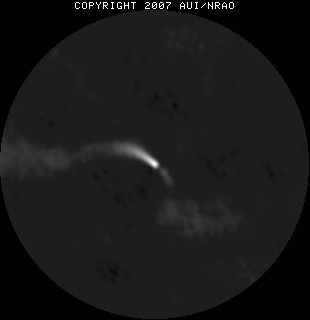
NRAO VLA로 촬영한 3C 66A의 모습이다.